# Гельшен-Герінгзанд-Унтершаар
Гельшен-Герінгзанд-Унтершаар (нім. Hellschen-Heringsand-Unterschaar) — громада в Німеччині, розташована в землі Шлезвіг-Гольштейн. Входить до складу району Дітмаршен. Складова частина об'єднання громад Бюзум-Вессельбурен.
Площа — 7,02 км2. Населення становить 166 ос. (станом на 31 грудня 2020).